# Folsom Prison Blues
"Folsom Prison Blues" er en sang skrevet i 1953 og den blev indspillet første gang i 1955 af den amerikansk singer-songwriter Johnny Cash. Sangen kombinerer elementer fra to populære folkemusikstilarter; togsangen og fængselssangen, som Cash fortsatte med i resten af sin karriere. Det var en af Cash' signatursange. Det var det elvte nummer på hans debutalbum With His Hot and Blue Guitar og den blev også inkluderet på All Aboard the Blue Train. En liveversion, der blev indspillet blandt de indsatte på Folsom State Prison blev nummer 1 på den amerikanske countryhitliste i 1968. I juni 2014 rangerede bladet Rolling Stone sangen som nummer 51 på listen over de 100 største countrysange nogensinde.

## Hitlister
| Hitliste (1956)                        | Højeste placering |
| -------------------------------------- | ----------------- |
| USA Hot Country Songs (Billboard)      | 4                 |
| US Billboard Best Sellers in Stores    | 5                 |
| US Billboard Most Played in Juke Boxes | 5                 |
| US Billboard Most Played by Jockeys    | 4                 |

| Hitliste (1968)                   | Højeste placering |
| --------------------------------- | ----------------- |
| Canadian RPM Country Tracks       | 1                 |
| Canadian RPM Top Singles          | 17                |
| USA Hot Country Songs (Billboard) | 1                 |
| USA Billboard Hot 100             | 32                |
| US Billboard Adult Contemporary   | 39                |